# KPOPガールズ! デーモン・ハンターズ
『KPOPガールズ! デーモン・ハンターズ』(ケイポップガールズ！デーモン・ハンターズ）（原題：KPop Demon Hunters）は、2025年に公開されたアメリカのミュージカル映画、ファンタジー、コメディアニメーション映画である。ソニー・ピクチャーズ・アニメーションが制作し、Netflixが配給している。メギー・カンとクリス・アッペルハンスが監督を務め、マギー・カンの構想したストーリーを基に、カン、アッペルハンス、ハナ・マクメチャーン、ダニャ・ヒメネスが脚本を担当し、声優陣はアーデン・チョ、アン・ヒョソプ、メイ・ホン、ユ・ジヨン、キム・ユンジン、ダニエル・ダ・キム、ケン・ジョン、イ・ビョンホンで構成されている。K-POPガールグループのHuntrix（ハントリックス）が悪魔狩りの二重生活を送り、秘密裏に悪霊のライバルグループ、Saja Boys（サジャボーイズ）と対決する物語を描いている。
ケイポップ・デーモンハンターズは、韓国文化に着想を得て作られたストーリーであり、神話、悪魔学、K-POPの要素を取り入れ、視覚的に独特で韓国の伝統文化が反映された映画である。2021年3月にソニー・ピクチャーズ・アニメーションが制作中と報じられ、すべてのクリエイティブチームが関わっている。ソニー・ピクチャーズ・イメージワークスによるアニメ化で、コンサート照明、写真、ミュージックビデオ、日本のアニメや韓国のテレビドラマの影響も受けている。サウンドトラックにはマルセロ・ジャルヴォスが作曲し、複数のアーティストがテーマ曲に参加している。
ケイポップ・デーモンハンターズは、2025年6月20日にNetflixで公開され、非常に好評を博した。
同年4月30日に公開された『Holy Night Demon Hunters（ホーリーナイト・デーモンハンターズ）』とは、多くの要素で比較される作品である。こちらはヒーローが登場し、悪役を倒すスーパーヒーロー風の韓国映画ですが、本作はヒーロー登場や悪役を倒す点は共通しつつも、ミュージカル映画であり、作中で多く韓国語が使われるアメリカ映画である。

## あらすじ
長い間、悪魔たちは人間を攻撃し、その魂を奪って悪魔王･グウィマを養っていた。三人の女性が悪魔狩りとして現れ、悪魔を倒し、人間界に封じ込めるための壁、ホンムンを築いた。この遺産は歌を通じて次世代に受け継がれ、保持されてきた。現在の狩人世代はK-POPガールグループのハントリックス（Rumi、Mira、Zoey）であり、元悪魔狩りのセリーヌのもとで訓練を受けている。悪魔を倒し、ワールドツアーを終えたハントリックスは新しいシングルを準備しているが、ルミは声を失い始める。実は彼女が部分的に悪魔であることが判明する。過去にセリーヌは、すべての悪魔を倒せば黄金のホンムンが作られ、悪魔の印も除去できると告げていた。
一方、悪魔界ではグウィマが部下の失敗に怒りを爆発させる。悪魔の一人、ジヌは新たな計画を提案する。秘密裏にエネルギーを吸収し、ホンムンを弱体化させるK-POPのボーイズグループを結成するのだ。ハントリックスは新グループ、サジャボーイズと遭遇する。危うく騙されそうになるが、何かがおかしいと感づく。彼らはサジャボーイズが悪魔であることを確認し、戦いの中で阻止できない。ジヌはルミの血統を知り、ミラとゾーイには秘密にしている。
彼はルミと個別に会い、悪魔たちはグウィマの囁き声を通じて恥と屈辱に支配されていると明かす。ジヌは400年前にグウィマが自分に貧しい家族を助ける美しい声を授けた話を語る。ジヌは宮廷のエンターテイナーになったが、やがて悪魔界に追放され、家族を失った罪悪感に苛まれていた。
アイドル賞レースが近づき、ハントリックスはサジャボーイズの暴露のために新曲を作ろうと急ぐが、彼らの人気は高まり、ファンは二つのグループを絡め始める。ミラは、ルミの歌が悪魔への憎悪をあまりに強く込めているのではないかと疑問を持ち始める。二つの世界で葛藤するルミは、悪魔たちに共感し、ジヌに提案する。ハントリックスが賞レースで優勝し、ホンムンを再整備すれば、自由になれると。
悪魔たちが地下鉄の車両内で人々を殺害した後、ミラは歌を書き直すのではなく、人々を救うことに集中すべきだと主張する。ルミは、自身の出自に恥じて声を失ったが、ジヌと話すことで癒されたと告白。共に歌った後、ジヌはグウィマの声をもう聞かず、アイドル賞レースでサジャボーイズを妨害すると誓う。グウィマは彼と対面し、隠していた真実を明かす。すなわち、名声を得た瞬間に家族を捨てたこと、そして契約を思い出させる。ギマルは痛ましい声を取り戻すと脅す。
アイドル賞レースでは、サジャボーイズは不参加、ハントリックスは「ゴールデン」を歌い、団結をテーマに披露する。しかし、ミラとジョイに扮した偽物の悪魔たちに騙されてルミは「テイクダウン」を叫ばされ、悪魔の印が露わになる。舞台から逃走し、本物のミラとゾーイと会い、ルミが血統とジヌとの共謀を認めると裏切られる。ルミはジヌと対決し、全てが偽りだったと残酷に告げられる。彼は爆発し、名声を得たときに家族を捨てたことを認め、グウィマの言ったことを証明。
グウィマはミラ、ゾーイ、そして大衆に催眠をかけ、サジャボーイズの最後のパフォーマンスへ誘導し、ホンムンを破壊し、グウィマを解放しようと計画する。セリーヌは状況を隠そうと提案するが、ルミは拒否し、自らの悪魔的側面を受け入れる。セリーヌに「なぜ自分を完全に愛してくれなかったのか」と詰め寄り、去る。
最後のパフォーマンス中、ルミは恥、恐怖、不安に立ち向かう新曲を披露し、それがミラとゾーイの催眠を解き放つ。二人はルミと合流し、悪魔を倒し始め、観客を解放する。グウィマはルミをほぼ殺しかけるが、ジヌが自己犠牲し彼女を救い、修復された魂を渡すことで、ルミ、ミラ、ゾーイがグウィマと残りのサジャボーイズを倒し、悪魔の封印とホンムンの修復を成し遂げる。
ルミはやっと少女たちとともに平穏に暮らし、自分の血統を恥じなくなる。後にハントリックスはファンと出会う。

## 登場人物／声優
- アーデン・チョ（英語版） - ルミ：ハントリックスのリーダーで、故人の悪魔狩り母リュミョンと悪魔の父の間に生まれる。
  - EJAEがルミの歌を担当。
  - ルミ・オークは幼少期のルミと幼いファン役。
- アン・ヒョソプ
  - ルミ・オークは幼いルミと幼いファンを演じた。
- アン・ヒョソプ - 진우（ジヌ）：サジボーイズのリーダー。過去の影に苦しむ悪魔。  
  - アンドリュー・チェがジヌの歌声を担当。
- メイ・ホン（英語版） - ミラ：家族や友人にふさわしくないと深く信じている。  
  - オードリー・ヌナ（英語版）がミラの歌声を担当。
- ユ・ジヨン（英語版） - ゾーイ：カリフォルニア州バーバンク出身の韓国系アメリカ人作曲家兼ラッパーで、友人関係に不安を抱いている。  
  - レイ・アミ（英語版）がゾーイの歌声を担当。
- キム・ユンジン - セリーヌ：ルミの継母であり、ルミの母と共に戦った元悪魔狩り人。白黒の論理で悪魔を倒すことに固執し、グレーゾーンを受け入れない。  
  - レア・サロンガがセリーヌの歌声を担当。
- 조엘 킴 부스터 - ロマンスサジ、バラエティショーの司会者1、アイドル司会者  
  - サムユイル・リがロマンスサジの声を担当。
- 앨런 리 - ミステリーサジ  
  - ケビン・ウがミステリーサジの声を担当。
- チョ・ソンウォン - アプスサジ  
  - 넥웨이브がアプスサジの声を担当。
- ダニー・ジョン - ベビーサジの歌声。
- 라이자 코시 - 司会者。
- 대니얼 대 킴 - ヒーラー・ハン。
- 켄 정 - バービー：ハントリックスのマネージャー。
- イ・ビョンホン - 귀마（グウィマ）：悪魔王。非常に強力で、弱点や不安を利用して人間を操る。

## 日本語吹替
| 役名                 | 俳優                                    | 日本語吹替 |
| -------------------- | --------------------------------------- | --- |
| ルミ                 | アーデン・チョ EJAE（歌）               | 寿美菜子 堤育子（歌） |
| ミラ                 | メイ・ホン オードリー・ヌナ（歌）       | 田村睦心 MARU（歌） |
| ゾーイ               | ユ・ジヨン レイ・アミ（歌）             | 渡谷美帆 横山愛実（歌） |
| ジヌ                 | アン・ヒョソプ アンドリュー・チェ（歌） | 石川界人 藤正裕太（歌） |
| グウィマ             | イ・ビョンホン                          | 土田大 |
| セリーヌ             | キム・ユンジン レア・サロンガ（歌）     | 樋口あかり |
| ボビー               | ケン・チョン                            | 虎島貴明 |
| その他               | N/A                                     | 野坂尚也 新井將 長岡龍歩 岩沢一哉 澤田龍一 林咲良 石田敏朗 新福桜 髙橋茉優 須能千裕 乙宮あゆみ 漆山ゆうき 瀬名ゆりえ 小野瑠奈アンヘラ 水嶋光 田渕将平 広瀬竜一 梁純夏 羽鳥佑 松田喜実 田中進太郎 島田高虎 白川りさ 古賀英里奈 星﨑うい 羽澄なな 大嶋吾郎 鈴木佐江子 安納なお 大山桂佑 |
| 日本語版制作スタッフ |                                         | |
| 翻訳・訳詞           | 翻訳・訳詞                              | 李静華 |
| 演出                 | 演出                                    | 太田信乃 |
| 音楽監督             | 音楽監督                                | 大嶋吾郎 |
| 調整                 | 調整                                    | 朴宰範 平田憧真 |
| 制作進行             | 制作進行                                | 金子奈央 |
| スタジオ             | スタジオ                                | 株式会社東北新社 |

## 制作

### 企画
2021年3月、ソニー・ピクチャーズ・アニメーションが『K-Pop: Demon Hunter（K-POP：デーモンハンター）』というタイトルの映画を制作中と発表し、マギー・カンとクリス・アフェルハンスが監督、脚本はハナ・マクメッサンとダニア・ヒメネスのコンビ、プロデューサーにはアレン・ウォーナーとミッシェル・L.M.・ウォンが参加すると伝えられた。また、밍주・ヘレン・チェンとアミ・トムソンもそれぞれ制作デザイナーとアートディレクターとして発表された。
マギー・カン監督は韓国文化を基盤とした映画を作りたいと語り、主流メディアとは異なる独特な視覚演出のために神話学と悪魔学を調査したという。
また、自身の「K-POPへのラブレター」や「韓国的なルーツ」とも呼んでいる。キャラクターデザインについて、カン監督は「セクシーでクールでタフなマーベルの女性ヒーロー」と差別化し、「腹が出ていてゲップをし、失礼で愚かで面白い少女たち」を創りたかったと強調し、「これらすべての要素を包含する」作品にしたと語った。また、ポン・ジュノ監督が自身の映画で多様な雰囲気を融合させる手法に影響を受けたとも明かしている。
2021年にウィッシュ・ドローゴンを監督したアフェルハンス監督はマギー・カン監督から映画の初期アイデアを聞き、後に参加した。「音楽の力、すなわち団結させ、楽しさをもたらし、コミュニティを築く力についての映画を常に作りたい」と語った。

### キャスティング
2025年4月、유지영（ユ・イヨン）がキャスティングされたと報じられた。その他のキャストは同月末に発表された。

### アニメーション
ソニー・ピクチャーズ・イメージワークスがジョシー・ベバリッジをキャラクターアニメーション責任者とし、アニメ化された。アフェルハンス監督は、「韓国のミュージックビデオや写真、韓国ドラマ、コンサート照明、そして少しの日本のアニメ」からインスピレーションを得たと語った。マギー・カン監督は、2Dと3Dのスタイルが混ざったソニーのスパイダーバースを見た後、すべての2D要素を排除し、日本のアニメスタイルのCGアニメーションを作ることを目標にしたと述べている。ベバリッジも、「2Dの美学だが3次元的な風合い」をインスピレーションに、「非常に大胆でグラフィカルなビジュアル」を求めた。

## 音楽
サウンドトラックは、ダニー・ジョン、IDO、ヴィンス、KUSH、EJAE、ジェナ・アンドリュース、スティーブン・カーク、リンドグレン、マーク・ジョーンブルック、ダニエル・ロハスなどが作曲し、テディ・パク、24、IDO、DOMINSUK、アンドリュース、カーク、リンドグレン、イアン・アイゼンドラスがプロデュース。  
マルセロ・ザルブスがスコアを作曲した。サウンドトラックにはオ드リー・ヌナ、レイ・アミ、앤드류 최、ケビン・ウ、サムユイル・リ、넥웨이브、레아 살롱가の声も含まれる。2025年6月20日にリリースされ、「Takedown」というリードシングルは、TWICEのジョンヨン、ジヒョ、チェヨンが歌った。また、Tudumの特集記事にて、2025年6月20日に公開されたとされている。

## 公開
最初に発表された2021年3月には公開日未定だったが、同月末に劇場公開が登録された。
2022年4月、Netflixが本作に関する登録を完了したと報じられた。
2023年2月、ビジネスインサイダーとソニー・ピクチャーズのCEOトーマス・ロスマンのインタビューにて、ストリーミングサービスでの公開が確定した。
2024年6月、2025年公開予定と発表された。
2025年4月、あるアニメーターがこの映画が6月に公開されると明かし、同月末には6月20日に公開されることが決定した。

## 評価
ニューヨーク・タイムズのブランダン・ユは、「『KPop Demon Hunters』は魅力的で、面白く、芸術的にも強力な独創的な世界だ」と評価し、「K-POPから韓国ドラマ、大量生産される歌のコンテストまで、操られた大衆文化を風刺するときに最も面白い」と述べた。
ザ・ラップのマット・ゴールドバーグは、「この映画全体に通じる素晴らしいコメディ要素が、K-POPやKドラマの典型的な要素を皮肉るため、あまり複雑に感じられない」と評した。
ユは、この映画がソニー・ピクチャーズ・アニメーションの「最近のヒット作『スパイダーバース』シリーズ」と「一種の系譜を共有している」と指摘し、「類似の視覚スタイル」を持つ一方、「映画的な側面ではより総合的で技術的な感覚を借りている」と述べ、流れるようなアクションや印象的なアート、そして「動的なストーリーテリングの道具」としての音楽を強調した。
イオナのアイザイヤ・コルベルトも、「ソニー・ピクチャーズ・アニメーションのアニメーションチームが惜しみなく別の視覚的な喜びを提供し、華麗で生き生きとしたアニメーションを披露した」と述べ、『スパイダーバース』の成功後の成果を言及している。彼は、「大胆で表現力豊かな」キャラクターデザインを強調し、ハントリックスがアイドル主人公から「妖怪のような傾向を持つ親しみやすい少女たち」へと変貌することを可能にしていると述べた。
IGNの투상 에간は、この映画が「自分をあまり真剣に受け止めず、深刻なテーマも扱う」と評し、「驚くべき制作価値とエキサイティングなアクションシーケンスとともに、まったく楽しい体験を提供する」と評価した。  
ゴールドバーグは、マギー・カンとクリス・アフェルハンス監督が「奇妙な設定にもかかわらず、賭けを実際のように扱うべきだと理解している」と賞賛した。
コライダーのジェフ・イウィングは、この映画が「美しく狂ったファンタジーの前提をうまく実現し、『悪魔、音楽、狩人』をめぐる興味深い伝説を持ち、それが新しくも豊かに感じられる」と評した。
声優についても、イウィングはハントリックス「パフォーマーたちは明らかに異なる個性と強力な集団的ダイナミクスを持っている」と絶賛し、「メイ・홍（メイ・ホン）と 유지영（ユ・イヨン）がそれぞれミラとゾーイをよく表現している」と述べ、また「アーデン・チョはリード・ルミ役として複雑で感情豊かな演技を披露した」とも語った。さらに、「안효섭は聡明でカリスマ的な悪魔／ボーイバンドリーダーのジヌ役に素晴らしい」とも評した。
コルベルトも、「主演俳優たちの驚くべき声優演技」と映画の真の「音楽性」を称賛し、「歌は非常に中毒性が高く、最も内気なK-POP批評家さえも頭を振り、コーラスを口ずさむだろう」と述べた。また、この映画が『私ときどきレッサーパンダ』や意外にも『罪人たち』に似ているとし、「音楽を安らぎや感情表現の一形態として探求している」と指摘しながらも、「魔法少女アニメの美学」を取り入れることで際立っているとも述べている。
エガンは、「華麗なダンスとアニメーションスタイルの活気に満ちたアクションシーンは、人気の西洋アーティストやK-POPの主要アーティストが作曲したオリジナル曲を特徴とするミュージカルナンバーに大きく依存している」とし、「視覚的に華やかなアクションファンタジーであり、アニメミュージカルファンを熱狂させる誠実な歌唱の歌が特徴だ」と強調した。
ゴールドバーグは、「中毒性のある」歌がプロットの緊張感を「映画全体を通じて保つのに役立っている」と指摘した。
コルベルトの主要な批判は、「結末があまりにもきれいにまとまりすぎていて、設定が約束した深みの一部を失っている」「あまりにも便利な解決策だ」という点だった。
イウィングは、映画が「他のキャラクターの感情線を構築するのにもっと時間をかけるべきだった」と考え、「ルミの実際に非常に重要な背景については観客にとってやや不利益だった」と強調した。同様に、ゴールドバーグは間欠的な雰囲気の「鞭打ち」を指摘し、「映画が感情的な要素を捨てる必要はないが、それに向かって進めば、映画のクライマックスまでにコメディー的に作用するゾーイとミラにより強力なアークを提供すべきだった」と述べた。

## 続編
マギー・カン監督は、スクリーンラントとのインタビューで、続編やスピンオフ作品の制作意向を示したものの、まだ確定していないと語った。